# Richard Réti
Richard Réti (28. května 1889, Pezinok – 6. června 1929, Praha) byl rakouskouherský a posléze československý šachista a skladatel šachových studií, jeden z nejsilnějších šachistů 20. let 20. století.

## Život
Richard Réti byl synem židovského lékaře. Rodina byla vcelku bohatá a Rétiho pomáhala vychovávat francouzská vychovatelka. V roce 1904 se s matkou přestěhoval do Vídně, kde absolvoval gymnázium a studoval na univerzitě matematiku. Bavily ho i šachy a dlouho se rozhodoval, které z těchto dvou vášní dá přednost. Údajně se rozhodl pro šachy poté, co ve vídeňské kavárně Café Central, která byla centrem tehdejších vídeňských šachistů, zapomněl svoji disertační práci, na které celý rok pracoval a se kterou se již neshledal. Nechtělo se mu ji psát znovu a navzdory tomu, že mu byla jeho profesory předpovídána skvělá vědecká kariéra, nedostudoval a stal se šachovým profesionálem.
Savielly Tartakower o tehdy osmnáctiletém Rétim prohlásil:
„Réti studuje matematiku, ale není suchým matematikem, hraje za Vídeň, ale není Vídeňák, je rozený Maďar, ale neumí maďarsky, mluví rychle a přitom koná rozvážně, a ještě se stane nejlepším hráčem šachu na světě, aniž dosáhne na korunu mistra světa. On je umělec-badatel, který se nezaobírá příčinou záležitostí, ale podstatou…“[zdroj⁠?!]
Mezi lety 1918 a 1924 dosáhl velkých turnajových úspěchů a ocitl se v absolutní světové špičce. V roce 1924 v New Yorku porazil po osm let neporaženého mistra světa Capablancu.
Réti se stal radikálním „novátorem“ šachových zahájení, spolu s Nimcovičem a Breyerem se stali zakladateli a vůdčími představiteli tzv. Hypermoderní šachové školy. Je po něm pojmenovaná Rétiho hra (1.Jf3 d5 2.c4), typický produkt hypermodernistické šachové filosofie.
V roce 1925 dosáhl Réti světového rekordu v simultánní hře naslepo, hrál proti 29 soupeřům s výsledkem +21–2=6.
Byl úspěšným autorem šachové literatury, jeho knihy Die neuen Ideen im Schachspiel (Nové myšlenky v šachové hře) z roku 1922 a Die Meister des Schachbretts (Mistři šachovnice) z roku 1930 se považují za klasická díla šachové literatury. Réti byl jeden z nejčastěji zmiňovaných uchazečů o zápas o titul mistra světa, ale nikdy se k němu nedostal, v roce 1929 nečekaně zemřel ve věku 40 let na spálu. Je pochován ve Vídni v židovské části hřbitova Zentralfriedhof.

## Významné partie
|   | a | b | c | d | e | f | g | h |   |
| 8 | d8 černý věž · f8 černý střelec · h8 černý král · a7 černý pěšec · b7 černý pěšec · c7 černý dáma · f7 bílý střelec · g7 černý pěšec · h7 černý pěšec · c6 černý pěšec · c5 bílý pěšec · f5 bílý dáma · b3 bílý pěšec · g3 bílý pěšec · a2 bílý pěšec · h2 bílý pěšec · f1 bílý věž · g1 bílý král | d8 černý věž · f8 černý střelec · h8 černý král · a7 černý pěšec · b7 černý pěšec · c7 černý dáma · f7 bílý střelec · g7 černý pěšec · h7 černý pěšec · c6 černý pěšec · c5 bílý pěšec · f5 bílý dáma · b3 bílý pěšec · g3 bílý pěšec · a2 bílý pěšec · h2 bílý pěšec · f1 bílý věž · g1 bílý král | d8 černý věž · f8 černý střelec · h8 černý král · a7 černý pěšec · b7 černý pěšec · c7 černý dáma · f7 bílý střelec · g7 černý pěšec · h7 černý pěšec · c6 černý pěšec · c5 bílý pěšec · f5 bílý dáma · b3 bílý pěšec · g3 bílý pěšec · a2 bílý pěšec · h2 bílý pěšec · f1 bílý věž · g1 bílý král | d8 černý věž · f8 černý střelec · h8 černý král · a7 černý pěšec · b7 černý pěšec · c7 černý dáma · f7 bílý střelec · g7 černý pěšec · h7 černý pěšec · c6 černý pěšec · c5 bílý pěšec · f5 bílý dáma · b3 bílý pěšec · g3 bílý pěšec · a2 bílý pěšec · h2 bílý pěšec · f1 bílý věž · g1 bílý král | d8 černý věž · f8 černý střelec · h8 černý král · a7 černý pěšec · b7 černý pěšec · c7 černý dáma · f7 bílý střelec · g7 černý pěšec · h7 černý pěšec · c6 černý pěšec · c5 bílý pěšec · f5 bílý dáma · b3 bílý pěšec · g3 bílý pěšec · a2 bílý pěšec · h2 bílý pěšec · f1 bílý věž · g1 bílý král | d8 černý věž · f8 černý střelec · h8 černý král · a7 černý pěšec · b7 černý pěšec · c7 černý dáma · f7 bílý střelec · g7 černý pěšec · h7 černý pěšec · c6 černý pěšec · c5 bílý pěšec · f5 bílý dáma · b3 bílý pěšec · g3 bílý pěšec · a2 bílý pěšec · h2 bílý pěšec · f1 bílý věž · g1 bílý král | d8 černý věž · f8 černý střelec · h8 černý král · a7 černý pěšec · b7 černý pěšec · c7 černý dáma · f7 bílý střelec · g7 černý pěšec · h7 černý pěšec · c6 černý pěšec · c5 bílý pěšec · f5 bílý dáma · b3 bílý pěšec · g3 bílý pěšec · a2 bílý pěšec · h2 bílý pěšec · f1 bílý věž · g1 bílý král | d8 černý věž · f8 černý střelec · h8 černý král · a7 černý pěšec · b7 černý pěšec · c7 černý dáma · f7 bílý střelec · g7 černý pěšec · h7 černý pěšec · c6 černý pěšec · c5 bílý pěšec · f5 bílý dáma · b3 bílý pěšec · g3 bílý pěšec · a2 bílý pěšec · h2 bílý pěšec · f1 bílý věž · g1 bílý král | 8 |
| 7 | d8 černý věž · f8 černý střelec · h8 černý král · a7 černý pěšec · b7 černý pěšec · c7 černý dáma · f7 bílý střelec · g7 černý pěšec · h7 černý pěšec · c6 černý pěšec · c5 bílý pěšec · f5 bílý dáma · b3 bílý pěšec · g3 bílý pěšec · a2 bílý pěšec · h2 bílý pěšec · f1 bílý věž · g1 bílý král | d8 černý věž · f8 černý střelec · h8 černý král · a7 černý pěšec · b7 černý pěšec · c7 černý dáma · f7 bílý střelec · g7 černý pěšec · h7 černý pěšec · c6 černý pěšec · c5 bílý pěšec · f5 bílý dáma · b3 bílý pěšec · g3 bílý pěšec · a2 bílý pěšec · h2 bílý pěšec · f1 bílý věž · g1 bílý král | d8 černý věž · f8 černý střelec · h8 černý král · a7 černý pěšec · b7 černý pěšec · c7 černý dáma · f7 bílý střelec · g7 černý pěšec · h7 černý pěšec · c6 černý pěšec · c5 bílý pěšec · f5 bílý dáma · b3 bílý pěšec · g3 bílý pěšec · a2 bílý pěšec · h2 bílý pěšec · f1 bílý věž · g1 bílý král | d8 černý věž · f8 černý střelec · h8 černý král · a7 černý pěšec · b7 černý pěšec · c7 černý dáma · f7 bílý střelec · g7 černý pěšec · h7 černý pěšec · c6 černý pěšec · c5 bílý pěšec · f5 bílý dáma · b3 bílý pěšec · g3 bílý pěšec · a2 bílý pěšec · h2 bílý pěšec · f1 bílý věž · g1 bílý král | d8 černý věž · f8 černý střelec · h8 černý král · a7 černý pěšec · b7 černý pěšec · c7 černý dáma · f7 bílý střelec · g7 černý pěšec · h7 černý pěšec · c6 černý pěšec · c5 bílý pěšec · f5 bílý dáma · b3 bílý pěšec · g3 bílý pěšec · a2 bílý pěšec · h2 bílý pěšec · f1 bílý věž · g1 bílý král | d8 černý věž · f8 černý střelec · h8 černý král · a7 černý pěšec · b7 černý pěšec · c7 černý dáma · f7 bílý střelec · g7 černý pěšec · h7 černý pěšec · c6 černý pěšec · c5 bílý pěšec · f5 bílý dáma · b3 bílý pěšec · g3 bílý pěšec · a2 bílý pěšec · h2 bílý pěšec · f1 bílý věž · g1 bílý král | d8 černý věž · f8 černý střelec · h8 černý král · a7 černý pěšec · b7 černý pěšec · c7 černý dáma · f7 bílý střelec · g7 černý pěšec · h7 černý pěšec · c6 černý pěšec · c5 bílý pěšec · f5 bílý dáma · b3 bílý pěšec · g3 bílý pěšec · a2 bílý pěšec · h2 bílý pěšec · f1 bílý věž · g1 bílý král | d8 černý věž · f8 černý střelec · h8 černý král · a7 černý pěšec · b7 černý pěšec · c7 černý dáma · f7 bílý střelec · g7 černý pěšec · h7 černý pěšec · c6 černý pěšec · c5 bílý pěšec · f5 bílý dáma · b3 bílý pěšec · g3 bílý pěšec · a2 bílý pěšec · h2 bílý pěšec · f1 bílý věž · g1 bílý král | 7 |
| 6 | d8 černý věž · f8 černý střelec · h8 černý král · a7 černý pěšec · b7 černý pěšec · c7 černý dáma · f7 bílý střelec · g7 černý pěšec · h7 černý pěšec · c6 černý pěšec · c5 bílý pěšec · f5 bílý dáma · b3 bílý pěšec · g3 bílý pěšec · a2 bílý pěšec · h2 bílý pěšec · f1 bílý věž · g1 bílý král | d8 černý věž · f8 černý střelec · h8 černý král · a7 černý pěšec · b7 černý pěšec · c7 černý dáma · f7 bílý střelec · g7 černý pěšec · h7 černý pěšec · c6 černý pěšec · c5 bílý pěšec · f5 bílý dáma · b3 bílý pěšec · g3 bílý pěšec · a2 bílý pěšec · h2 bílý pěšec · f1 bílý věž · g1 bílý král | d8 černý věž · f8 černý střelec · h8 černý král · a7 černý pěšec · b7 černý pěšec · c7 černý dáma · f7 bílý střelec · g7 černý pěšec · h7 černý pěšec · c6 černý pěšec · c5 bílý pěšec · f5 bílý dáma · b3 bílý pěšec · g3 bílý pěšec · a2 bílý pěšec · h2 bílý pěšec · f1 bílý věž · g1 bílý král | d8 černý věž · f8 černý střelec · h8 černý král · a7 černý pěšec · b7 černý pěšec · c7 černý dáma · f7 bílý střelec · g7 černý pěšec · h7 černý pěšec · c6 černý pěšec · c5 bílý pěšec · f5 bílý dáma · b3 bílý pěšec · g3 bílý pěšec · a2 bílý pěšec · h2 bílý pěšec · f1 bílý věž · g1 bílý král | d8 černý věž · f8 černý střelec · h8 černý král · a7 černý pěšec · b7 černý pěšec · c7 černý dáma · f7 bílý střelec · g7 černý pěšec · h7 černý pěšec · c6 černý pěšec · c5 bílý pěšec · f5 bílý dáma · b3 bílý pěšec · g3 bílý pěšec · a2 bílý pěšec · h2 bílý pěšec · f1 bílý věž · g1 bílý král | d8 černý věž · f8 černý střelec · h8 černý král · a7 černý pěšec · b7 černý pěšec · c7 černý dáma · f7 bílý střelec · g7 černý pěšec · h7 černý pěšec · c6 černý pěšec · c5 bílý pěšec · f5 bílý dáma · b3 bílý pěšec · g3 bílý pěšec · a2 bílý pěšec · h2 bílý pěšec · f1 bílý věž · g1 bílý král | d8 černý věž · f8 černý střelec · h8 černý král · a7 černý pěšec · b7 černý pěšec · c7 černý dáma · f7 bílý střelec · g7 černý pěšec · h7 černý pěšec · c6 černý pěšec · c5 bílý pěšec · f5 bílý dáma · b3 bílý pěšec · g3 bílý pěšec · a2 bílý pěšec · h2 bílý pěšec · f1 bílý věž · g1 bílý král | d8 černý věž · f8 černý střelec · h8 černý král · a7 černý pěšec · b7 černý pěšec · c7 černý dáma · f7 bílý střelec · g7 černý pěšec · h7 černý pěšec · c6 černý pěšec · c5 bílý pěšec · f5 bílý dáma · b3 bílý pěšec · g3 bílý pěšec · a2 bílý pěšec · h2 bílý pěšec · f1 bílý věž · g1 bílý král | 6 |
| 5 | d8 černý věž · f8 černý střelec · h8 černý král · a7 černý pěšec · b7 černý pěšec · c7 černý dáma · f7 bílý střelec · g7 černý pěšec · h7 černý pěšec · c6 černý pěšec · c5 bílý pěšec · f5 bílý dáma · b3 bílý pěšec · g3 bílý pěšec · a2 bílý pěšec · h2 bílý pěšec · f1 bílý věž · g1 bílý král | d8 černý věž · f8 černý střelec · h8 černý král · a7 černý pěšec · b7 černý pěšec · c7 černý dáma · f7 bílý střelec · g7 černý pěšec · h7 černý pěšec · c6 černý pěšec · c5 bílý pěšec · f5 bílý dáma · b3 bílý pěšec · g3 bílý pěšec · a2 bílý pěšec · h2 bílý pěšec · f1 bílý věž · g1 bílý král | d8 černý věž · f8 černý střelec · h8 černý král · a7 černý pěšec · b7 černý pěšec · c7 černý dáma · f7 bílý střelec · g7 černý pěšec · h7 černý pěšec · c6 černý pěšec · c5 bílý pěšec · f5 bílý dáma · b3 bílý pěšec · g3 bílý pěšec · a2 bílý pěšec · h2 bílý pěšec · f1 bílý věž · g1 bílý král | d8 černý věž · f8 černý střelec · h8 černý král · a7 černý pěšec · b7 černý pěšec · c7 černý dáma · f7 bílý střelec · g7 černý pěšec · h7 černý pěšec · c6 černý pěšec · c5 bílý pěšec · f5 bílý dáma · b3 bílý pěšec · g3 bílý pěšec · a2 bílý pěšec · h2 bílý pěšec · f1 bílý věž · g1 bílý král | d8 černý věž · f8 černý střelec · h8 černý král · a7 černý pěšec · b7 černý pěšec · c7 černý dáma · f7 bílý střelec · g7 černý pěšec · h7 černý pěšec · c6 černý pěšec · c5 bílý pěšec · f5 bílý dáma · b3 bílý pěšec · g3 bílý pěšec · a2 bílý pěšec · h2 bílý pěšec · f1 bílý věž · g1 bílý král | d8 černý věž · f8 černý střelec · h8 černý král · a7 černý pěšec · b7 černý pěšec · c7 černý dáma · f7 bílý střelec · g7 černý pěšec · h7 černý pěšec · c6 černý pěšec · c5 bílý pěšec · f5 bílý dáma · b3 bílý pěšec · g3 bílý pěšec · a2 bílý pěšec · h2 bílý pěšec · f1 bílý věž · g1 bílý král | d8 černý věž · f8 černý střelec · h8 černý král · a7 černý pěšec · b7 černý pěšec · c7 černý dáma · f7 bílý střelec · g7 černý pěšec · h7 černý pěšec · c6 černý pěšec · c5 bílý pěšec · f5 bílý dáma · b3 bílý pěšec · g3 bílý pěšec · a2 bílý pěšec · h2 bílý pěšec · f1 bílý věž · g1 bílý král | d8 černý věž · f8 černý střelec · h8 černý král · a7 černý pěšec · b7 černý pěšec · c7 černý dáma · f7 bílý střelec · g7 černý pěšec · h7 černý pěšec · c6 černý pěšec · c5 bílý pěšec · f5 bílý dáma · b3 bílý pěšec · g3 bílý pěšec · a2 bílý pěšec · h2 bílý pěšec · f1 bílý věž · g1 bílý král | 5 |
| 4 | d8 černý věž · f8 černý střelec · h8 černý král · a7 černý pěšec · b7 černý pěšec · c7 černý dáma · f7 bílý střelec · g7 černý pěšec · h7 černý pěšec · c6 černý pěšec · c5 bílý pěšec · f5 bílý dáma · b3 bílý pěšec · g3 bílý pěšec · a2 bílý pěšec · h2 bílý pěšec · f1 bílý věž · g1 bílý král | d8 černý věž · f8 černý střelec · h8 černý král · a7 černý pěšec · b7 černý pěšec · c7 černý dáma · f7 bílý střelec · g7 černý pěšec · h7 černý pěšec · c6 černý pěšec · c5 bílý pěšec · f5 bílý dáma · b3 bílý pěšec · g3 bílý pěšec · a2 bílý pěšec · h2 bílý pěšec · f1 bílý věž · g1 bílý král | d8 černý věž · f8 černý střelec · h8 černý král · a7 černý pěšec · b7 černý pěšec · c7 černý dáma · f7 bílý střelec · g7 černý pěšec · h7 černý pěšec · c6 černý pěšec · c5 bílý pěšec · f5 bílý dáma · b3 bílý pěšec · g3 bílý pěšec · a2 bílý pěšec · h2 bílý pěšec · f1 bílý věž · g1 bílý král | d8 černý věž · f8 černý střelec · h8 černý král · a7 černý pěšec · b7 černý pěšec · c7 černý dáma · f7 bílý střelec · g7 černý pěšec · h7 černý pěšec · c6 černý pěšec · c5 bílý pěšec · f5 bílý dáma · b3 bílý pěšec · g3 bílý pěšec · a2 bílý pěšec · h2 bílý pěšec · f1 bílý věž · g1 bílý král | d8 černý věž · f8 černý střelec · h8 černý král · a7 černý pěšec · b7 černý pěšec · c7 černý dáma · f7 bílý střelec · g7 černý pěšec · h7 černý pěšec · c6 černý pěšec · c5 bílý pěšec · f5 bílý dáma · b3 bílý pěšec · g3 bílý pěšec · a2 bílý pěšec · h2 bílý pěšec · f1 bílý věž · g1 bílý král | d8 černý věž · f8 černý střelec · h8 černý král · a7 černý pěšec · b7 černý pěšec · c7 černý dáma · f7 bílý střelec · g7 černý pěšec · h7 černý pěšec · c6 černý pěšec · c5 bílý pěšec · f5 bílý dáma · b3 bílý pěšec · g3 bílý pěšec · a2 bílý pěšec · h2 bílý pěšec · f1 bílý věž · g1 bílý král | d8 černý věž · f8 černý střelec · h8 černý král · a7 černý pěšec · b7 černý pěšec · c7 černý dáma · f7 bílý střelec · g7 černý pěšec · h7 černý pěšec · c6 černý pěšec · c5 bílý pěšec · f5 bílý dáma · b3 bílý pěšec · g3 bílý pěšec · a2 bílý pěšec · h2 bílý pěšec · f1 bílý věž · g1 bílý král | d8 černý věž · f8 černý střelec · h8 černý král · a7 černý pěšec · b7 černý pěšec · c7 černý dáma · f7 bílý střelec · g7 černý pěšec · h7 černý pěšec · c6 černý pěšec · c5 bílý pěšec · f5 bílý dáma · b3 bílý pěšec · g3 bílý pěšec · a2 bílý pěšec · h2 bílý pěšec · f1 bílý věž · g1 bílý král | 4 |
| 3 | d8 černý věž · f8 černý střelec · h8 černý král · a7 černý pěšec · b7 černý pěšec · c7 černý dáma · f7 bílý střelec · g7 černý pěšec · h7 černý pěšec · c6 černý pěšec · c5 bílý pěšec · f5 bílý dáma · b3 bílý pěšec · g3 bílý pěšec · a2 bílý pěšec · h2 bílý pěšec · f1 bílý věž · g1 bílý král | d8 černý věž · f8 černý střelec · h8 černý král · a7 černý pěšec · b7 černý pěšec · c7 černý dáma · f7 bílý střelec · g7 černý pěšec · h7 černý pěšec · c6 černý pěšec · c5 bílý pěšec · f5 bílý dáma · b3 bílý pěšec · g3 bílý pěšec · a2 bílý pěšec · h2 bílý pěšec · f1 bílý věž · g1 bílý král | d8 černý věž · f8 černý střelec · h8 černý král · a7 černý pěšec · b7 černý pěšec · c7 černý dáma · f7 bílý střelec · g7 černý pěšec · h7 černý pěšec · c6 černý pěšec · c5 bílý pěšec · f5 bílý dáma · b3 bílý pěšec · g3 bílý pěšec · a2 bílý pěšec · h2 bílý pěšec · f1 bílý věž · g1 bílý král | d8 černý věž · f8 černý střelec · h8 černý král · a7 černý pěšec · b7 černý pěšec · c7 černý dáma · f7 bílý střelec · g7 černý pěšec · h7 černý pěšec · c6 černý pěšec · c5 bílý pěšec · f5 bílý dáma · b3 bílý pěšec · g3 bílý pěšec · a2 bílý pěšec · h2 bílý pěšec · f1 bílý věž · g1 bílý král | d8 černý věž · f8 černý střelec · h8 černý král · a7 černý pěšec · b7 černý pěšec · c7 černý dáma · f7 bílý střelec · g7 černý pěšec · h7 černý pěšec · c6 černý pěšec · c5 bílý pěšec · f5 bílý dáma · b3 bílý pěšec · g3 bílý pěšec · a2 bílý pěšec · h2 bílý pěšec · f1 bílý věž · g1 bílý král | d8 černý věž · f8 černý střelec · h8 černý král · a7 černý pěšec · b7 černý pěšec · c7 černý dáma · f7 bílý střelec · g7 černý pěšec · h7 černý pěšec · c6 černý pěšec · c5 bílý pěšec · f5 bílý dáma · b3 bílý pěšec · g3 bílý pěšec · a2 bílý pěšec · h2 bílý pěšec · f1 bílý věž · g1 bílý král | d8 černý věž · f8 černý střelec · h8 černý král · a7 černý pěšec · b7 černý pěšec · c7 černý dáma · f7 bílý střelec · g7 černý pěšec · h7 černý pěšec · c6 černý pěšec · c5 bílý pěšec · f5 bílý dáma · b3 bílý pěšec · g3 bílý pěšec · a2 bílý pěšec · h2 bílý pěšec · f1 bílý věž · g1 bílý král | d8 černý věž · f8 černý střelec · h8 černý král · a7 černý pěšec · b7 černý pěšec · c7 černý dáma · f7 bílý střelec · g7 černý pěšec · h7 černý pěšec · c6 černý pěšec · c5 bílý pěšec · f5 bílý dáma · b3 bílý pěšec · g3 bílý pěšec · a2 bílý pěšec · h2 bílý pěšec · f1 bílý věž · g1 bílý král | 3 |
| 2 | d8 černý věž · f8 černý střelec · h8 černý král · a7 černý pěšec · b7 černý pěšec · c7 černý dáma · f7 bílý střelec · g7 černý pěšec · h7 černý pěšec · c6 černý pěšec · c5 bílý pěšec · f5 bílý dáma · b3 bílý pěšec · g3 bílý pěšec · a2 bílý pěšec · h2 bílý pěšec · f1 bílý věž · g1 bílý král | d8 černý věž · f8 černý střelec · h8 černý král · a7 černý pěšec · b7 černý pěšec · c7 černý dáma · f7 bílý střelec · g7 černý pěšec · h7 černý pěšec · c6 černý pěšec · c5 bílý pěšec · f5 bílý dáma · b3 bílý pěšec · g3 bílý pěšec · a2 bílý pěšec · h2 bílý pěšec · f1 bílý věž · g1 bílý král | d8 černý věž · f8 černý střelec · h8 černý král · a7 černý pěšec · b7 černý pěšec · c7 černý dáma · f7 bílý střelec · g7 černý pěšec · h7 černý pěšec · c6 černý pěšec · c5 bílý pěšec · f5 bílý dáma · b3 bílý pěšec · g3 bílý pěšec · a2 bílý pěšec · h2 bílý pěšec · f1 bílý věž · g1 bílý král | d8 černý věž · f8 černý střelec · h8 černý král · a7 černý pěšec · b7 černý pěšec · c7 černý dáma · f7 bílý střelec · g7 černý pěšec · h7 černý pěšec · c6 černý pěšec · c5 bílý pěšec · f5 bílý dáma · b3 bílý pěšec · g3 bílý pěšec · a2 bílý pěšec · h2 bílý pěšec · f1 bílý věž · g1 bílý král | d8 černý věž · f8 černý střelec · h8 černý král · a7 černý pěšec · b7 černý pěšec · c7 černý dáma · f7 bílý střelec · g7 černý pěšec · h7 černý pěšec · c6 černý pěšec · c5 bílý pěšec · f5 bílý dáma · b3 bílý pěšec · g3 bílý pěšec · a2 bílý pěšec · h2 bílý pěšec · f1 bílý věž · g1 bílý král | d8 černý věž · f8 černý střelec · h8 černý král · a7 černý pěšec · b7 černý pěšec · c7 černý dáma · f7 bílý střelec · g7 černý pěšec · h7 černý pěšec · c6 černý pěšec · c5 bílý pěšec · f5 bílý dáma · b3 bílý pěšec · g3 bílý pěšec · a2 bílý pěšec · h2 bílý pěšec · f1 bílý věž · g1 bílý král | d8 černý věž · f8 černý střelec · h8 černý král · a7 černý pěšec · b7 černý pěšec · c7 černý dáma · f7 bílý střelec · g7 černý pěšec · h7 černý pěšec · c6 černý pěšec · c5 bílý pěšec · f5 bílý dáma · b3 bílý pěšec · g3 bílý pěšec · a2 bílý pěšec · h2 bílý pěšec · f1 bílý věž · g1 bílý král | d8 černý věž · f8 černý střelec · h8 černý král · a7 černý pěšec · b7 černý pěšec · c7 černý dáma · f7 bílý střelec · g7 černý pěšec · h7 černý pěšec · c6 černý pěšec · c5 bílý pěšec · f5 bílý dáma · b3 bílý pěšec · g3 bílý pěšec · a2 bílý pěšec · h2 bílý pěšec · f1 bílý věž · g1 bílý král | 2 |
| 1 | d8 černý věž · f8 černý střelec · h8 černý král · a7 černý pěšec · b7 černý pěšec · c7 černý dáma · f7 bílý střelec · g7 černý pěšec · h7 černý pěšec · c6 černý pěšec · c5 bílý pěšec · f5 bílý dáma · b3 bílý pěšec · g3 bílý pěšec · a2 bílý pěšec · h2 bílý pěšec · f1 bílý věž · g1 bílý král | d8 černý věž · f8 černý střelec · h8 černý král · a7 černý pěšec · b7 černý pěšec · c7 černý dáma · f7 bílý střelec · g7 černý pěšec · h7 černý pěšec · c6 černý pěšec · c5 bílý pěšec · f5 bílý dáma · b3 bílý pěšec · g3 bílý pěšec · a2 bílý pěšec · h2 bílý pěšec · f1 bílý věž · g1 bílý král | d8 černý věž · f8 černý střelec · h8 černý král · a7 černý pěšec · b7 černý pěšec · c7 černý dáma · f7 bílý střelec · g7 černý pěšec · h7 černý pěšec · c6 černý pěšec · c5 bílý pěšec · f5 bílý dáma · b3 bílý pěšec · g3 bílý pěšec · a2 bílý pěšec · h2 bílý pěšec · f1 bílý věž · g1 bílý král | d8 černý věž · f8 černý střelec · h8 černý král · a7 černý pěšec · b7 černý pěšec · c7 černý dáma · f7 bílý střelec · g7 černý pěšec · h7 černý pěšec · c6 černý pěšec · c5 bílý pěšec · f5 bílý dáma · b3 bílý pěšec · g3 bílý pěšec · a2 bílý pěšec · h2 bílý pěšec · f1 bílý věž · g1 bílý král | d8 černý věž · f8 černý střelec · h8 černý král · a7 černý pěšec · b7 černý pěšec · c7 černý dáma · f7 bílý střelec · g7 černý pěšec · h7 černý pěšec · c6 černý pěšec · c5 bílý pěšec · f5 bílý dáma · b3 bílý pěšec · g3 bílý pěšec · a2 bílý pěšec · h2 bílý pěšec · f1 bílý věž · g1 bílý král | d8 černý věž · f8 černý střelec · h8 černý král · a7 černý pěšec · b7 černý pěšec · c7 černý dáma · f7 bílý střelec · g7 černý pěšec · h7 černý pěšec · c6 černý pěšec · c5 bílý pěšec · f5 bílý dáma · b3 bílý pěšec · g3 bílý pěšec · a2 bílý pěšec · h2 bílý pěšec · f1 bílý věž · g1 bílý král | d8 černý věž · f8 černý střelec · h8 černý král · a7 černý pěšec · b7 černý pěšec · c7 černý dáma · f7 bílý střelec · g7 černý pěšec · h7 černý pěšec · c6 černý pěšec · c5 bílý pěšec · f5 bílý dáma · b3 bílý pěšec · g3 bílý pěšec · a2 bílý pěšec · h2 bílý pěšec · f1 bílý věž · g1 bílý král | d8 černý věž · f8 černý střelec · h8 černý král · a7 černý pěšec · b7 černý pěšec · c7 černý dáma · f7 bílý střelec · g7 černý pěšec · h7 černý pěšec · c6 černý pěšec · c5 bílý pěšec · f5 bílý dáma · b3 bílý pěšec · g3 bílý pěšec · a2 bílý pěšec · h2 bílý pěšec · f1 bílý věž · g1 bílý král | 1 |
|   | a | b | c | d | e | f | g | h |   |

Pravděpodobně nejznámější Rétiho partie pochází z jednoho z nejlépe obsazeních turnajů v historii – turnaje v New Yorku roku 1924, ve kterém byla tato partie oceněna první cenou za krásu:
Réti – Bogoljubov, New York 1924
1.Jf3 d5 2.c4 e6?! (pochybná koncepce omezující příliš střelce na c8) 3.g3 Jf6 4.Sg2 Sd6 5.0-0 0-0 6.b3 Ve8 7.Sb2 Jbd7 8.d4 c6 9.Jbd2 Je4 10.Jxe4 dxe4 11.Je5 f5 12.f3 exf3 13.Sxf3! Dc7 14.Jxd7 Sxd7 15.e4 e5 (na první pohled černý překonal prvotní problémy a stojí dobře. Réti však velice rychle ukáže, jak moc času a úsilí ho to stálo a že jeho pozice je stále příliš vratká) 16.c5 Sf8 17.Dc2 exd4 18.exf5! (černý je ve vleku událostí. Většina jeho následujících tahů je vynucených) 18...Vad8 19.Sh5! (začíná grandiózní akce ukončující partii. Pro černého je tím krutější, že mu dává zdánlivě šanci na záchranu) Ve5 20.Sxd4 Vxf5 21.Vxf5 Sxf5 22.Dxf5 Vxd4 (rovný materiál, nestejní střelci? Z toho by snad mohla být nakonec remíza?!) 23.Vf1 Vd8 24.Sf7+ Kh8 (viz diagram) 25.Se8!!. Černý se vzdal
Réti sehrál na tomtéž turnaji ještě jednu významnou partií, jejíž senzační výsledek tehdy okamžitě obletěl celý svět a stal se největší senzací turnaje. Réti v ní totiž porazil „neporazitelného“ Capablancu, který prohrál poprvé po osmi letech.

## Šachové studie
Svoji genialitu dokázal Réti i ve vynikajících šachových studiích. 4. prosince 1921 v Ostrauer Morgenzeitung uveřejnil svoji nejvýznamnější studii, která patří k těm nejznámějším studiím vůbec. Její hlavní myšlenkou je negace známého aforismu Senecy: Kdo současně honí dva zajíce, nejenže je oba nechytí, ale nejspíše nechytí žádného. Savielly Tartakower označil toto dílo jako šachovou kvadraturu kruhu (viz diagram).
|   | a                                                             | b                                                             | c                                                             | d                                                             | e                                                             | f                                                             | g                                                             | h                                                             |   |
| 8 | h8 bílý král · a6 černý král · c6 bílý pěšec · h5 černý pěšec | h8 bílý král · a6 černý král · c6 bílý pěšec · h5 černý pěšec | h8 bílý král · a6 černý král · c6 bílý pěšec · h5 černý pěšec | h8 bílý král · a6 černý král · c6 bílý pěšec · h5 černý pěšec | h8 bílý král · a6 černý král · c6 bílý pěšec · h5 černý pěšec | h8 bílý král · a6 černý král · c6 bílý pěšec · h5 černý pěšec | h8 bílý král · a6 černý král · c6 bílý pěšec · h5 černý pěšec | h8 bílý král · a6 černý král · c6 bílý pěšec · h5 černý pěšec | 8 |
| 7 | h8 bílý král · a6 černý král · c6 bílý pěšec · h5 černý pěšec | h8 bílý král · a6 černý král · c6 bílý pěšec · h5 černý pěšec | h8 bílý král · a6 černý král · c6 bílý pěšec · h5 černý pěšec | h8 bílý král · a6 černý král · c6 bílý pěšec · h5 černý pěšec | h8 bílý král · a6 černý král · c6 bílý pěšec · h5 černý pěšec | h8 bílý král · a6 černý král · c6 bílý pěšec · h5 černý pěšec | h8 bílý král · a6 černý král · c6 bílý pěšec · h5 černý pěšec | h8 bílý král · a6 černý král · c6 bílý pěšec · h5 černý pěšec | 7 |
| 6 | h8 bílý král · a6 černý král · c6 bílý pěšec · h5 černý pěšec | h8 bílý král · a6 černý král · c6 bílý pěšec · h5 černý pěšec | h8 bílý král · a6 černý král · c6 bílý pěšec · h5 černý pěšec | h8 bílý král · a6 černý král · c6 bílý pěšec · h5 černý pěšec | h8 bílý král · a6 černý král · c6 bílý pěšec · h5 černý pěšec | h8 bílý král · a6 černý král · c6 bílý pěšec · h5 černý pěšec | h8 bílý král · a6 černý král · c6 bílý pěšec · h5 černý pěšec | h8 bílý král · a6 černý král · c6 bílý pěšec · h5 černý pěšec | 6 |
| 5 | h8 bílý král · a6 černý král · c6 bílý pěšec · h5 černý pěšec | h8 bílý král · a6 černý král · c6 bílý pěšec · h5 černý pěšec | h8 bílý král · a6 černý král · c6 bílý pěšec · h5 černý pěšec | h8 bílý král · a6 černý král · c6 bílý pěšec · h5 černý pěšec | h8 bílý král · a6 černý král · c6 bílý pěšec · h5 černý pěšec | h8 bílý král · a6 černý král · c6 bílý pěšec · h5 černý pěšec | h8 bílý král · a6 černý král · c6 bílý pěšec · h5 černý pěšec | h8 bílý král · a6 černý král · c6 bílý pěšec · h5 černý pěšec | 5 |
| 4 | h8 bílý král · a6 černý král · c6 bílý pěšec · h5 černý pěšec | h8 bílý král · a6 černý král · c6 bílý pěšec · h5 černý pěšec | h8 bílý král · a6 černý král · c6 bílý pěšec · h5 černý pěšec | h8 bílý král · a6 černý král · c6 bílý pěšec · h5 černý pěšec | h8 bílý král · a6 černý král · c6 bílý pěšec · h5 černý pěšec | h8 bílý král · a6 černý král · c6 bílý pěšec · h5 černý pěšec | h8 bílý král · a6 černý král · c6 bílý pěšec · h5 černý pěšec | h8 bílý král · a6 černý král · c6 bílý pěšec · h5 černý pěšec | 4 |
| 3 | h8 bílý král · a6 černý král · c6 bílý pěšec · h5 černý pěšec | h8 bílý král · a6 černý král · c6 bílý pěšec · h5 černý pěšec | h8 bílý král · a6 černý král · c6 bílý pěšec · h5 černý pěšec | h8 bílý král · a6 černý král · c6 bílý pěšec · h5 černý pěšec | h8 bílý král · a6 černý král · c6 bílý pěšec · h5 černý pěšec | h8 bílý král · a6 černý král · c6 bílý pěšec · h5 černý pěšec | h8 bílý král · a6 černý král · c6 bílý pěšec · h5 černý pěšec | h8 bílý král · a6 černý král · c6 bílý pěšec · h5 černý pěšec | 3 |
| 2 | h8 bílý král · a6 černý král · c6 bílý pěšec · h5 černý pěšec | h8 bílý král · a6 černý král · c6 bílý pěšec · h5 černý pěšec | h8 bílý král · a6 černý král · c6 bílý pěšec · h5 černý pěšec | h8 bílý král · a6 černý král · c6 bílý pěšec · h5 černý pěšec | h8 bílý král · a6 černý král · c6 bílý pěšec · h5 černý pěšec | h8 bílý král · a6 černý král · c6 bílý pěšec · h5 černý pěšec | h8 bílý král · a6 černý král · c6 bílý pěšec · h5 černý pěšec | h8 bílý král · a6 černý král · c6 bílý pěšec · h5 černý pěšec | 2 |
| 1 | h8 bílý král · a6 černý král · c6 bílý pěšec · h5 černý pěšec | h8 bílý král · a6 černý král · c6 bílý pěšec · h5 černý pěšec | h8 bílý král · a6 černý král · c6 bílý pěšec · h5 černý pěšec | h8 bílý král · a6 černý král · c6 bílý pěšec · h5 černý pěšec | h8 bílý král · a6 černý král · c6 bílý pěšec · h5 černý pěšec | h8 bílý král · a6 černý král · c6 bílý pěšec · h5 černý pěšec | h8 bílý král · a6 černý král · c6 bílý pěšec · h5 černý pěšec | h8 bílý král · a6 černý král · c6 bílý pěšec · h5 černý pěšec | 1 |
|   | a                                                             | b                                                             | c                                                             | d                                                             | e                                                             | f                                                             | g                                                             | h                                                             |   |

Na první pohled je zadání „bílý táhne a remizuje“ nerealizovatelné – bílý král nemůže dohnat černého pěšce, zatímco ten černý toho bílého stíhá. Bílý král však má možnost sledovat naráz 2 cíle (podpora vlastního a stíhání protivníkova pěšce). Réti si jako matematik všiml paradoxní geometrie na šachovnici, kdy vzdálenost a1-h8 je stejná jako a1-a8 (sedm tahů krále):
Když se černý král přiblíží k bílému pěšákovi (Kb6), tak získá bílý král čas na vstup do čtverce černého pěšáka a chytit ho. Když černý tahá jen se svým pěšákem, tak bílý král podpoří včas svého pěšce a obě strany postaví dámu.
Řešení:
1. Kh8-g7!! h5-h4
Nebo 1. –, Kb6 2. Kf6 h4 3. Ke5 h3 4. Kd6 h2 5. c7 =
2. Kg7-f6 h4-h3
Když 3. Ke5?, tak 3. -, h2 černý vyhrává, ovšem
3. Kf6-e6 nebo 3. Kf6-e7
remíza.